# Christina Assi
Christina Assi   (1995) és una fotoperiodista libanesa. Després de perdre una cama per un atac de tancs israelians va esdevenir activista per la seguretat dels periodistes.

## Biografia
Va créixer al Líban de la dècada del 1990, on va viure la inestabilitat posterior a la guerra civil, que va documentar amb múltiples reportatges. El 2005 es va traslladar a Doha amb la seva família. Es va graduar en periodisme a la Universitat de Notre Dame del Líban i el 2018 va començar a treballar a AFP com a editora de fotos a Xipre.
El febrer del 2022 va resultar ferida mentre cobria la Invasió russa d'Ucraïna del 2022, però va poder seguir treballant. L'octubre del 2023 va ser víctima d'un atac d'obusos de tancs israelians el 13 d'octubre del 2023 a Alma Chaab, al sud del Líban, mentre estava treballant, a causa del qual va perdre una cama. En la mateixa explosió va morir el seu millor amic, el periodista de Reuters Issam Abdallah, i van resultar ferits cinc companys més.
A partir d'aquest fet va esdevenir activista per la seguretat dels periodistes, concedint diverses entrevistes i impulsant un programa de rehabilitació per a persones amb lesions similars. El 21 de juliol va portar la torxa olímpica de París 2024 en representació dels periodistes morts mentre treballaven. Va portar la torxa amb el també periodista Dylan Collins. Reclama que l'atac sigui considerat un crim de guerra.

## Reconeixements
A finals de 2024, la BBC va incloure-la en la seva llista 100 Women, que reconeix a les dones més influents de l'any al món.